# Talk to Me (Little Willie John)
Talk to Me è il secondo album di Little Willie John, pubblicato dalla King Records nel 1958.

## Tracce
Lato A
1. Talk to me, Talk to Me – 2:44 (Joe Seneca) – Registrato il 4 gennaio 1958 a New York City, New York
2. I've Been Around – 2:21 (Jack Hammer) – Registrato il 21 settembre 1956 a Cincinnati, Ohio
3. Drive Me Home – 2:35 (Henry Glover) – Registrato il 1 aprile 1956 a Cincinnati, Ohio
4. I'll Carry Your Love Wherever I Go – 2:42 (Eddie Cooley) – Registrato il 21 settembre 1956 a Cincinnati, Ohio
5. No More in Life – 2:39 (Doggett, Adams, Adams) – Registrato il 18 settembre 1956 a Cincinnati, Ohio
6. Uh Uh Baby – 2:12 (Henry Glover, McCoy) – Registrato il 29 agosto 1957 a New York City, New York

Durata totale: 15:13
Lato B
1. Person to Person – 2:22 (Singleton, McRae) – Registrato il 13 giugno 1957 a New York City, New York
2. Until You Do – 2:17 (Toombs, McCoy) – Registrato il 29 agosto 1957 a New York City, New York
3. Tell It Like It Is – 2:25 (Titus Turner) – Registrato il 21 settembre 1956 a Cincinnati, Ohio
4. Don't Be Ashamed to Call My Name – 2:51 (Toombs, Henry Glover) – Registrato il 4 gennaio 1958 a New York City, New York
5. If I Thought You Needed Me – 2:45 (McCoy, Henry Glover) – Registrato il 13 giugno 1957 a New York City, New York
6. There Is Someone in This World for Me – 2:19 (Darlynn Boonner) – Registrato il 29 agosto 1957 a New York City, New York

Durata totale: 14:59

## Musicisti
Talk to Me, Talk to Me e Don't Be Ashamed to Call My Name
- Little Willie John - voce
- Hal Singer - sassofono tenore
- Bill Graham - sassofono baritono
- Kelly Owens - pianoforte
- Everett Barksdale - chitarra
- George Barnes - chitarra
- Al McKibbon - contrabbasso
- Panama Francis - batteria
- Sconosciuti - cori

I've Been Around, Tell It Like It Is e I'll Carry Your Love Wherever I Go
- Little Willie John - voce
- Ray Felder - sassofono tenore
- Alexander Nelson - sassofono baritono
- Emmanuel Kennebrew - pianoforte
- Bill Jennings - chitarra
- Clifford Bush - chitarra
- Edwyn Conley - contrabbasso
- Edison Gore - batteria
- Sconosciuti - cori

Drive Me Home
- Little Willie John - voce
- Ray Felder - sassofono tenore
- Rufus Gore - sassofono tenore
- Jon Thomas - pianoforte
- Bill Jennings - chitarra
- Edwyn Conley - contrabbasso
- Edison Gore - batteria

No More in Life
- Little Willie John - voce
- Clifford Scott - sassofono tenore
- Billy Butler - chitarra
- John Faire - chitarra
- Bill Doggett - organo
- Edwyn Conley - contrabbasso
- Shep Shepherd - batteria

Uh Uh Baby, Until You Do e There Is Someone in This World for Me
- Little Willie John - voce
- Willis Jackson - sassofono tenore
- Buddy Lucas - sassofono tenore
- Kelly Owens - pianoforte
- Kenny Burrell - chitarra
- Bill Jennings - chitarra
- Chauncey Westbrook - chitarra
- Al Lucas - contrabbasso
- Solomon Hall - batteria
- Sconosciuti - cori

Person to Person e If I Thought You Needed Me
- Little Willie John - voce
- Hal Singer - sassofono tenore
- Budd Johnson - sassofono tenore
- Lowell Hastings - sassofono tenore
- Dave McRae - sassofono baritono
- Kelly Owens - pianoforte
- Skeeter Best - chitarra
- Carl Pruitt - contrabbasso
- Panama Francis - batteria[1]